# المجلس الدولي للزيتون
المجلس الدولي للزيتون (يعرف سابقًا باسم المجلس الدولي لزيت الزيتون) هو منظمة حكومية دولية للدول المُصدرة أو المنتجة للزيتون أو المنتجات المشتقة من الزيتون، مثل زيت الزيتون.

## تاريخ
نشأ المجلس الدولي لزيت الزيتون عقب الإتفاقية الدولية لزيت الزيتون، التي أبرمت في 17 أكتوبر 1955 بجنيف. بعد أن تم تعديل هذه المعاهدة ودخلت النسخة المعدلة حيز التنفيذ، تم تأسيس المجلس الدولي لزيت الزيتون بموجب الإتفافية في سنة 1959، وأتخذ بمدريد مقرًا رئيسيًا للمجلس. وبقيت الإتفاقية الأولى هذه سارية المفعول حتى سنة 1963، حيث بدأ نفاذ الإتفاقية الدولية الثانية حول زيت الزيتون اعتبارا من أكتوبر 1963 ولغاية ديسمبر 1979. وكالإتفاقية السابقة كان هدفها استقرار وتوسيع التجارة الدولية، بعد بدء نفاذ الإتفاقية الثالثة بصورة نهائية في يناير 1981 وانتهائها في ديسمبر 1986. 
تُعرف الإتفاقية الحالية رسميًا باسم الإتفاقية الدولية حول زيت الزيتون وزيتون المائدة، 2005.
تمت مفاوضاتها في مؤتمر دولي عُقد في جنيف في شهر نيسان/أبريل 2005 برعاية مؤتمر الأمم المتحدة للتجارة والتنمية (الأونكتاد). وقطعت إتفاقية 2005 شوطا طويلا عن الإتفاقيات الأولى، مضيفة جوانب جديدة لمساعدة المجلس الدولي للزيتون على اعتماد وتغيير متطلبات قطاع الزيتون والمجتمع. فقد شدّدت الإتفاقية على بناء علاقات وثيقة مع القطاع الخاص وجمع ممثلي الصناعة والمؤسسات معا للعمل على أيجاد حلول لمواضيع ومسائل قطاع الزيتون. وشدّدت أكثر على جودة المنتجات، التي اعتبرتها مسألة أساسية لترويج زيت الزيتون وزيتون المائدة للمستهلكين، وللمساعدة على تحقيق التوازن بين العرض والطلب. واعتبار الحماية والمحافظة على البيئة من الأولويات الرئيسية لتحسين التأثيرات البيئية لزراعة الزيتون وصناعة زيت الزيتون وزيتون المائدة.

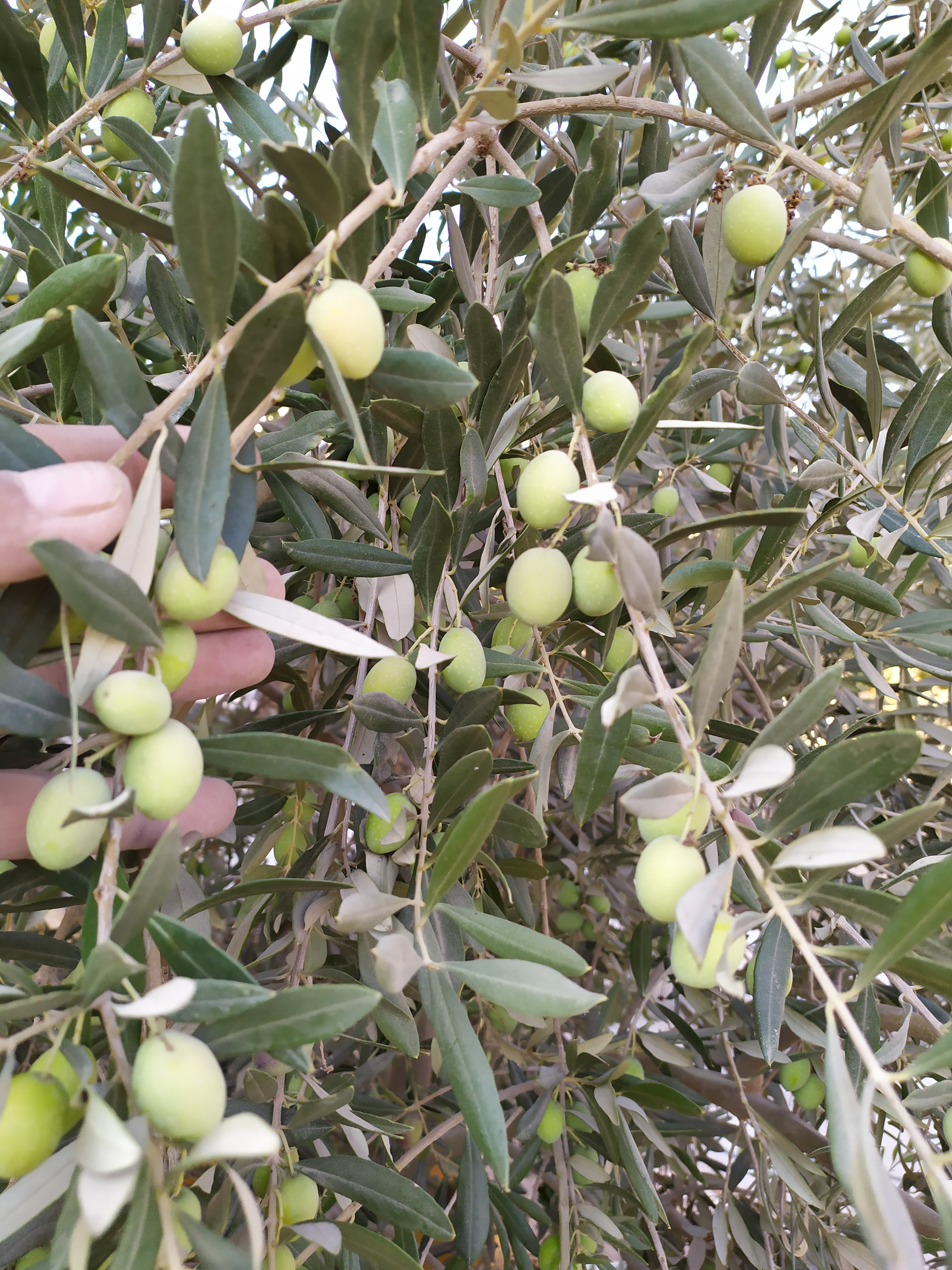
ثمار أشجار زيتون أخضر

## الدول الأعضاء
المجلس الدولي للزيتون حاليًا يحتوي على عضوية 17 دولة إضافةً إلى الاتحاد الأوروبي. هذه الدول تمثل ما قيمته أكثر من 98 بالمئة من الإنتاج العالمي للزيتون. 
الأعضاء المؤسسين
- تونس (عضو مؤسس منذ 14 فبراير 1956) [3]
- ليبيا (عضو مؤسس منذ 14 فبراير 1956، وعادت للإنضمام في 28 يناير 2003)
- الاتحاد الأوروبي
- المغرب (عضو مؤسس منذ 11 أغسطس 1958)
- إسرائيل (عضو مؤسس منذ 10 سبتمبر 1958)

باقي الأعضاء
- ألبانيا (منذ 12 فبراير 2009)
- الجزائر (منذ 29 يونيو 1963)
- الأرجنتين (منذ 8 يونيو 2009)
- مصر (منذ 21 يونيو 1964)
- إيران (منذ 6 يناير 2004)
- العراق (منذ 26 مارس 2008)
- الأردن (منذ 2 ديسمبر 2002)
- لبنان (منذ 10 نوفمبر 1973)
- الجبل الأسود (منذ 13 نوفمبر 2007)
- سوريا (منذ 29 ديسمبر 1997)
- تركيا (منذ 21 فبراير 2010)
- الأوروغواي (منذ 30 يوليو 2013)
- السعودية (منذ 4 ديسمبر 2022)

### شروط العضوية
كون المجلس الدولي للزيتون منظمة حكومية دولية، فإن عضوية المجلس مفتوحة فقط أمام حكومات الدول أو المنظمات الدولية المسؤولة عن المفاوضات ونتائج وتطبيق الإتفاقيات الدولية، وبالأخص الإتفاقيات المعنية بالسلع الأساسية. إذا أراد بلدا الانضمام، تقوم حكومته بتقديم طلب أمام مجلس الأعضاء، عادة عبر وزارة الشؤون الخارجية أو وزارة أخرى، أو عبر سفارته في إسبانيا.
يقوم مجلس الأعضاء بدراسة الطلب وتحديد شروط الانضمام للبلد الذي قدّم الطلب. ويشمل تحديد حصة المشاركة في ميزانيات المجلس الدولي للزيتون والتاريخ الاقصى للبلد من أجل أيداع صكوك الانضمام أمام حكومة إسبانيا، وديعة الإتفاقية.

## المراقبون
المراقبون هم الذين بإمكانهم حضور كل أو بعض دورات المجلس الدولي للزيتون، شرط حصولهم على الموافقة المسبقة من مجلس الأعضاء؛ ويوجد ثلاث فئات يمكنهم أن يحصلوا على عضوية المراقب في المجلس: 
- المنظمات والمؤسسات الدولية. وتشمل منظمة الأمم المتحدة وهيئاتها، بالأخص مؤتمر الأمم المتحدة للتجارة والتنمية، برنامج الأمم المتحدة الإنمائي، منظمة الصحة العالمية، منظمة الأغذية والزراعة، منظمة العمل الدولية، اليونسكو، والوكالات الأخرى التابعة للأمم المتحدة
- المنظمات الحكومية الدولية والحكومية وغير الحكومية التي بإمكانها تقديم الدعم المالي لأنشطة المجلس الدولي للزيتون.
- حكومة أية دولة عضو أو مراقب في منظمة الأمم المتحدة، ترغب في الإنضمام إلى الإتفاقية.

## المقر

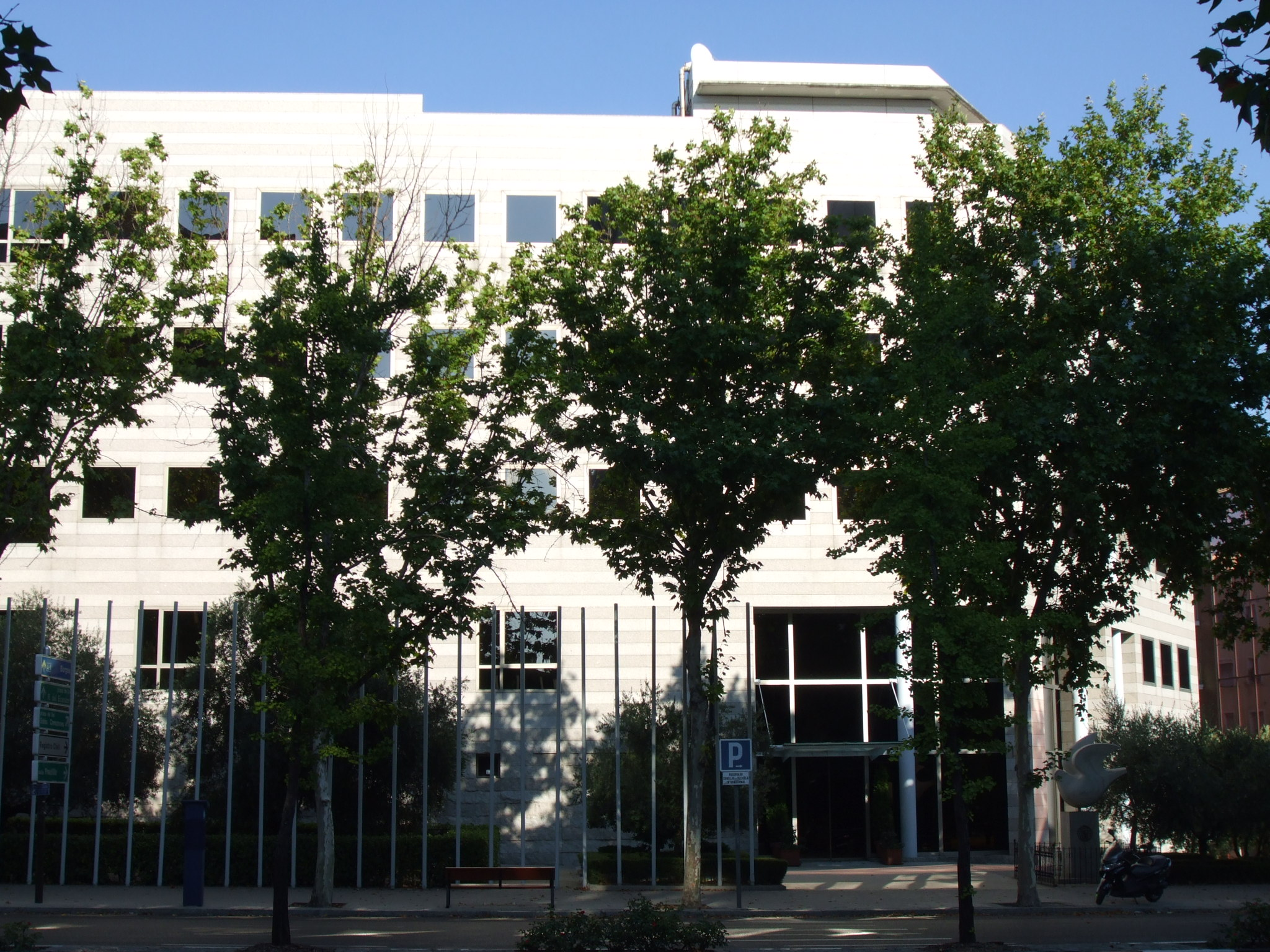
المقر الرئيسي للمجلس الدولي للزيتون في مدريد، إسبانيا

منذ البداية، وقّع المجلس الدولي للزيتون على ثلاث إتفاقيات مقر مع مملكة إسبانيا، البلد المضيف للمنظمة، الذي يحكم حقوق وحصانات وامتيازات مقر المجلس الدولي للزيتون، وموظفيه وممثليه. وُقّع على اتفاقية المقر الأخيرة في 20 نوفمبر 2007 على أثر بدء نفاذ إتفاقية 2005. 

## اللغات الرسمية
يعتمد المجلس الدولي للزيتون خمسة لغات رسمية (العربية، الإنجليزية، الفرنسية، الإيطاليةوالإسبانية) ولغتين عمليًا (الإنجليزية والفرنسية).

## الهيكلية
بنية المجلس الدولي للزيتون وتتمحور حول الشخصيات الرئيسية لمجلس الأعضاء ولجانه، ورئيس المنظمة والأمانة التنفيذية. 

### مجلس الأعضاء
يخضع المجلس الدولي للزيتون إلى مجلس الاعضاء، وهو الهيئة الرئيسية لصنع القرارات. يتألف مجلس الأعضاء من مندوب واحد لكل عضو، يساعده نواب ومستشارون. يجتمع مرة واحدة في السنة على الأقل لمراجعة الأعمال التي تقوم بها المنظمة والموافقة على برامج العمل والميزانية للسنة المقبلة. تُعقد الدورات عادة في مقر المجلس الدولي للزيتون.
يتخذ مجلس الأعضاء قراراته بتوافق الآراء. في حال عدم التوصل إلى توافق الآراء، يتم اتخاذ القرارات بواسطة الأغلبية المؤهلة. اللغات الرسمية للمجلس الدولي للزيتون هي اللغات الخمس الرسمية للمنظمة. 

### اللجان
بإمكان مجلس الأعضاء تأسيس اللجان أو اللجان الفرعية التي يحتاج إليها. تقوم اللجان بعمل مهم جدا في مناقشة ووضع الأرضية المناسبة للمقترحات وخطة عمل ثلاثية ترفعها إلى مجلس الاعضاء. حاليا هناك خمس لجان: اللجنة الأقتصادية، واللجنة التقنية، ولجنة الترويج، ولجنة المالية، واللجنة الإستشارية. تتألف جميع اللجان من عضو واحد من بلد يساعده نواب ومستشارون. 

### رئاسة المجلس الدولي للزيتون
ينتخب مجلس الاعضاء رئيسًا لمدة سنة واحدة، بالتناوب بين أعضاء المجلس الدولي للزيتون. يلعب الرئيس دورًا حيويًا في المنظمة ويقوم بسلسلة من الواجبات، أهمها ترؤس الإجتماعات والدورات وتمثيل المجلس الدولي للزيتون قانونيًا.
يُنتخب نائب رئيس أيضا مرة كل سنة ثم يُصبح رئيسا في السنة التالية. 

### الأمانة التنفيذية
تقوم الأمانة التنفيذية التي يُشرف عليها مدير تنفيذي بتقديم الخدمات للمجلس الدولي للزيتون، يساعده في مهامه هيئة من كبار الموظفين تتألف من نواب المدير، والمندوب المالي، وفريقًا من الموظفين.
وهي الذراع العملي للمجلس الدولي للزيتون في تنفيذ القرارات والأستراتيجيات وخدمة احتياجات الاعضاء. وتتألف من ثلاث شُعَب – شعبة الدراسات والتقييم، والشعبة التقنية، وشعبة الترويج، والشعبة الإدارية والمالية، بالإضافة إلى مكتب المدير التنفيذي. 

## وصلات خارجية
- المجلس الدولي للزيتون: الموقع الرسمي.